# Эволюция: Случайные Мутации (настольная игра)
Эволюция: Случайные Мутации (англ. Evolution: Random Mutations) — настольная игра, основанная на теории Дарвина. Игра была создана кандидатом биологических наук Дмитрием Кнорре и Сергеем Мачиным в 2013 году, и входит в серию "Правильные игры" (www.rightgames.ru). Издание игры финансировалось на краудфандинговой платформе Boomstarter.
Игра является переработкой игры Эволюция, изданной в 2010 году. Новая игра лучше отражает аспекты эволюции: образование свойств носит случайный характер и происходит в результате как положительных так и отрицательных мутаций; в результате естественного отбора сохраняются положительные мутации; введены популяции существ одного вида. Презентация игры состоялась 15 декабря 2013 г. в Москве.
В 2014 году вышла на английском и немецком языках.

## Правила игры
Игра разделена на ходы, продолжающиеся до окончания карт в основной колоде. На каждом ходу игроки получают карты (количество определяется имеющимися у них животными) и могут создавать новых животных или добавлять новые свойства к уже имеющимся у них животным. Затем определяется количество фишек еды, фишек убежищ и фишек паразитов, исходя из количества игроков и результата броска кубика. Во время следующей фазы игроки по одному могут совершать одним из своих животных действия — брать «еду» или нападать на вид оппонента, и в случае успеха брать большее количество еды. После данной фазы ненакормленные животные а также некоторые животные с фишками паразита умирают.

### Условие победы
Цель в игре — набрать наибольшее количество победных очков.
Победитель определяется путем последовательного сравнения: победных очков, количества карт в сбросе игроков (чем больше карт в сбросе — тем лучше), результат жребия. Победные очки игрок получает за всех своих выживших животных и свойства видов.

### Игровые сущности
- Колода игрока — вместо руки у игроков имеются колоды игрока, в которой карты повернуты рубашкой вверх. Таким образом, развитие своих животных идёт "в слепую".

карта может быть разыграна как:
- Свойство вида. Если численность вида больше 1, то игрок не может добавлять ему новые свойства.
- Вид — новая популяция животных с одним и тем же набором свойств. Все животные вида обладают всеми свойствами этого вида.
- Животное, увеличивающее численность уже имеющегося вида. Кроме исключительных действий некоторых свойств, нельзя увеличить численность животных какого-либо вида свыше общего количества видов животных у игрока.

Фишки в игре делятся на типы:
- Красные фишки (еда)- еда, которые животные берут из кормовой базы
- Синие фишки (еда) — еда, получаемая животными с помощью их свойств
- Зеленые фишки (убежища) — животное с убежищем неуязвимо для хищников
- Черные фишки (паразиты) — фишку можно играть только на животных оппонентов. В конце хода в фазу вымирания тот вид животных, на котором больше всего фишек паразитов, сократит численность на одно животное.

### Порядок хода
Каждый ход делится на 4 фазы: 
- фаза развития
- фаза климата
- фаза питания
- фаза вымирания и получения новых карт

В каждой фазе игроки совершают действия по одному по очереди по часовой стрелке. Если по какой-то причине игрок не может действовать, он пропускает ход. Когда ни один игрок не хочет или не может больше ходить, фаза заканчивается.

### Подготовка к игре
Колода карт перемешивается и каждому игроку раздается колода игрока — с верха колоды по 7 карт рубашкой вверх. Затем каждому игроку раздается по три карты рубашкой вверх — это три стартовые вида животных.

### Фаза развития
В этой фазе игроки могут выкладывать карты из своей колоды игрока на стол. Фаза состоит из нескольких раундов. В каждом раунде игроки по очереди, начиная с первого игрока и далее по часовой стрелке разыгрывают одну верхнюю карту своей колоды игрока. В данной фазе можно сыграть любое количество карт по одной за раунд, либо сказать "пас".

#### Сценарий "Дивергенция"
Дополнительное правило "Дивергенция" позволяет еще лучше сымитировать эволюцию, добавив механику дивергенции видов. Игроки должны до начала игры договориться, будут они играют по обычному сценарию или по сценарию "Дивергенция".
Игрок может добавить новое животное к существующему виду и при этом разделить его на два независимых вида. Новое животное будет обладать всеми свойствами разделенного вида, но также сможет накапливать новые мутации. Вид, разделенный подобным образом, может быть разделен в свою очередь еще на два новых вида.

### Фаза климата
Первый игрок кидает кубики трех цветов, чтобы определить количество еды, паразитов, убежищ для фазы питания. Количество кубиков зависит от количества игроков.
| Количество игроков | Еда           | Паразиты | Убежища     |
| 2                  | 2 кубика + 2  | 1 кубик  | 1 кубик     |
| 3                  | 3 кубика + 2  | 1 кубик  | 1 кубик     |
| 4 (две колоды)     | 3 кубика + 4  | 1 кубик  | 1 кубик     |
| 5 (две колоды)     | 4 кубика + 2  | 1 кубик  | 1 кубик     |
| 6 (две колоды)     | 4 кубика + 4  | 1 кубик  | 1 кубик + 1 |
| 7 (две колоды)     | 5 кубиков + 2 | 1 кубик  | 1 кубик + 2 |
| 8 (две колоды)     | 5 кубиков + 4 | 1 кубик  | 1 кубик + 3 |

### Фаза питания
В этой фазе все игроки по очереди выбирают одну из фишек, лежащих на в центре стола, и помещают ее, в соответствии с правилами, на своё или чужое животное; и\или применяют свойства, например "хищник","топотун", "короед" и т.д.
Животное со свойством "хищник"\"облигатный хищник" вместо взятия еды из кормовой базы может атаковать любой вид на столе. Нельзя атаковать других животных внутри вида, к которому принадлежит хищник. Игрок атакованного вида выбирает животное внутри данного вида — оно будет съедено.
Фаза питания заканчивается, когда игроки не могут брать новых фишек из центра стола, а свойства "хищник"\"облигатный хищник" использованы всеми животными.

### Фаза вымирания и получения новых карт
Вначале определяют, какие животные погибли от паразитов. Затем определяют животных, погибших от голода. Карты ненакормленных животных, а также свойства целиком ненакормленных видов уходят в сброс игрока. 
Затем раздаются карты с верха общей колоды по одной, начиная с первого игрока. Когда карты розданы, ход завершается. Новый ход начинает игрок, сидящий слева от первого игрока. 
Если у игрока не осталось ни одного животного на столе и ни одной карты в колоде игрока, в начале следующего хода он получает новую колоду игрока из 10 карт.

### Определение победителя
Последний ход начинается, когда в колоде закончились карты. После фазы вымирания игра заканчивается и начинается подсчет победных очков. Каждый игрок получает : 
- 2 очка за каждую карту животного
- 1 очко за каждую карту свойства
- дополнительные очки за те свойства, которые увеличивают потребность в еде, например +1 очко за свойство "большое".

## Дополнения к игре

### Вариации
мини-дополнение Вариации появилось в 2014 году, его можно было приобрести бесплатно — вместе с покупкой базового набора игры. Мини-дополнение состоит из трёх новых свойств животных для игры Эволюция и трех новых свойств животных для игры Эволюция:Случайные Мутации. Перед началом партии карты дополнения замешиваются в базовую колоду, а затем разыгрываются по обычным правилам.

### Растения
Растения — третье официальное дополнение, вышедшее в 2016 году.. Дополнение подходит как к игре Эволюция, так и Эволюция: Случайные Мутации. Дополнение исключает из игры броски кубика при определении кормовой базы, убежищ и паразитов и вводит новую систему ее генерации, за счет растений. Растения являются общими для всех игроков и каждый игрок может влиять на их эволюцию, так же как и у животных, добавляя им свойства.

## Награды
Нет наград, но можно придумать свои.